# Louis Lambert (roman)
Pour les articles homonymes, voir Louis Lambert.
Louis Lambert est un roman d’Honoré de Balzac, paru en volume aux éditions Gosselin en 1832, puis en 1836, suivi de Séraphîta, chez Werdet. Il figure à la même place dans les Études philosophiques de l’édition Furne 1845 de La Comédie humaine.

## Contexte
L’œuvre, à la fois mystique et partiellement autobiographique (Louis Lambert, comme Balzac, fait ses études chez les Oratoriens de Vendôme), est aussi une importante contribution à la description du somnambulisme magnétique tel que Balzac l’a suivi dans les recherches d’Alexis Didier qu’il considérait comme le plus grand clairvoyant de son temps. Le goût de Balzac pour les sciences paranormales a nourri l’imaginaire de l’auteur qui a traduit, avec le personnage de Louis Lambert, son goût pour la métaphysique. Louis Lambert (Balzac ?) a projeté de rédiger un Traité des volontés où il serait démontré à quel point les forces de l’esprit qui nous échappent peuvent influer sur le comportement physique. Le roman porte aussi les traces des débats entre matérialisme et spiritualisme qui ont cours dans la première moitié du XIXe siècle.

## Résumé
Le roman, écrit à la première personne, décrit la rencontre du narrateur avec un jeune homme surdoué, étudiant au collège des Oratoriens de Vendôme grâce à la protection de Germaine de Staël. Absorbé par ses études personnelles, Louis reste à l’écart des autres. Il est souvent l’objet de railleries et de brimades. Parmi ses lectures, on retrouve Swedenborg, dont les théories apparaissent encore dans Séraphîta. Le jeune homme est un génie dont les professeurs ne comprennent pas la soif d’absolu, car ce génie passe pour fou auprès de tous, excepté Pauline, sa fiancée, qui prend soigneusement note de ses pensées et les réunit dans le Traité de la volonté, qu’il n’a pas eu le temps d’achever.

## Commentaire
Dans Illusions perdues, on verra que de grands esprits comme Daniel d'Arthez ou encore Michel Chrestien admirent beaucoup Louis Lambert dont ils apprennent la mort avec tristesse. Dans cette tragédie où « la pensée tue le penseur », Balzac suit l’itinéraire d’un voyant visionnaire dont on ne peut pas rapprocher les idées de celles de l’auteur, bien que Balzac fût féru de ces théories du fluide et du magnétisme. On ne peut cependant pas ne pas apercevoir, derrière la silhouette de l’enfant brimé chez les Oratoriens de Vendôme, celle d’Honoré de Balzac et ses souffrances d’enfant mal-aimé.
Selon Philippe Bertault, « ce récit a pour principal objet, ni plus ni moins que le cours de Victor Cousin, l'explication rationnelle et scientifique des faits miraculeux à travers les religions ». Mais, en même temps, Balzac critique explicitement, dans ce récit, Victor Cousin et les divers professeurs dont il avait suivi les leçons en 1819 : « Un professeur de philosophie devient illustre, en expliquant comment Platon est Platon. Un autre fait l’histoire des mots sans penser aux idées. »